# Црна Река (Грчка)
Црна Река (грч. Κάρπη, Карпи) је насељено место у општини Пеонија у периферији Средишња Македонија, Грчка. Према попису из 2021. године било је 240 становника.
Према бугарском географу и историчару, Василу Канчову, у Црној Реци је 1900. године живело 400 Словена хришћана. Црна Река је насељена Мегленским Власима, али су се досељавале породице из више околних словенских села, која су напуштена средином 19. века, као Карпин, Грипа, Трпци Курци и друга. Број мешовитих бракова, посебно са Словенима из Баровице и Криве је велики и село се сматра за двојезично.